# Albert Sammons
Albert Sammons   (Fulham, 23 de febrer de 1886 - Middleton-on-Sea, 24 de maig de 1957) va ser un violinista, compositor i més tard professor de violí anglès. Gairebé autodidacta del violí, va tenir un ampli repertori tant com a músic de cambra i solista, encara que la seva reputació es basa principalment en la seva associació amb compositors britànics, especialment amb Elgar. Va fer diversos enregistraments durant 40 anys, molts dels quals s'han reeditat en CD.

## Biografia
Albert Sammons era el segon més gran de quatre fills. El seu pare era sabater i bon violinista aficionat. Sammons va començar a rebre algunes lliçons del seu pare cap als set anys. A part d'aquestes lliçons, va ser pràcticament autodidacta. El seu primer compromís professional va ser amb la banda de l'"Earls Court Exhibition" el 1898; el director va quedar tan impressionat pel nen de 12 anys que el va convertir en líder. Va deixar l'escola en aquest moment i es va convertir en músic professional, en part per aportar ingressos addicionals a la llar, ja que el seu pare era un jugador compulsiu.
El pare de Sammons va portar tant a Albert com al seu germà gran Tom a concerts simfònics a "St James's Hall" i "Queen's Hall". El nen va començar a guanyar-se una reputació per la seva fiabilitat i va ser contractat per molts establiments musicals de Londres, així com amb les bandes "hongareses" i "vieneses blanques" populars en aquell moment. Sammons també va rebre algunes lliçons gratuïtes del violinista espanyol Alfredo Fernandez format per Eugène Ysaÿe. Als 16 anys, les relacions amb el seu pare van arribar a un punt en què l'Albert i el seu germà van marxar de casa per quedar-se amb els amics, i només van tornar quan el seu pare va sortir per unir-se a la banda en un transatlàntic i, per tant, els dos germans es van veure obligats a mantenir la resta de la família.

## Carrera concertística
El seu primer concert va ser el Concert de Mendelssohn en mi menor al "Kursaal Concert Hall" d'Harrogate l'any 1906. Entre els concerts del seu repertori hi havia els de Beethoven, Brahms, Max Bruch i el sol major de Mozart. Es va casar amb Laura Tomkins a Middlesbrough el 31 d'octubre de 1907 (divorciat el 1920). Al voltant d'aquesta època, Sammons va ser reclutat per tocar en festes musicals per a les classes altes a les seves cases de camp.
Va ser el líder de l'Orquestra Simfònica Britànica en una sèrie de concerts dominicals de la Unió de Músics Amalgamats al London Coliseum entre 1908 i 1909. Els directors dels concerts van incloure Jimmy Glover i Alick Maclean. També va ser contractat per Ernesto Bucalossi al "Waldorf Hotel" i al "Wyndham's Theatre". Va ser al Waldorf on Thomas Beecham el va escoltar i l'agost de 1909 li va oferir el càrrec de sublíder (que aviat serà el líder) de la seva orquestra, que més tard va incloure temporades d'òpera a Covent Garden i la temporada de Diàguilev de 1911. També va consolidar la seva carrera en solitari tocant el Concert per a violí núm. 1 de Bruch amb la London Symphony Orchestra al "Queen's Hall" l'any 1910. El director Adrian Boult va comentar sobre el seu ascens en la interpretació del violí britànica, "no havia tingut preparacions especials, ni formació a l'estranger, sense beques de luxe".
El 1910, amb Thomas Petre (segon violí), Warwick Evans (violoncel) i Harry Waldo Warner (viola) va formar el "London String Quartet", amb qui va romandre fins al 1917. El quartet va fer concerts principalment al Regne Unit però va viatjar a Amsterdam. i París, amb un repertori que s'estia des del període clàssic fins a obres contemporànies, incloent Verklärte Nacht en presència del compositor.
Va actuar principalment al Regne Unit, tot i que va dirigir l'orquestra Beecham durant una temporada de sis setmanes amb la companyia Diaghilev a la "Kroll Opera House" de Berlín el 1913 i, després d'haver tocat amb Pierre Monteux durant les temporades de Diaghilev, va ser convidat a dirigir la orquestra al Casino de Dieppe, donant dos concerts al dia i ampliant el seu repertori tant orquestral com de cambra.
Després del final de la Primera Guerra Mundial, Sammons va abandonar pràcticament el quartet de corda i l'orquestra per concentrar-se en un ampli programa regular de treballs en solitari i recitals de música de cambra per Gran Bretanya i Irlanda, i més tard, emissions. Sammons, William Murdoch (piano), Lionel Tertis (viola) i Lauri Kennedy (violoncel), van fundar "The Chamber Music Players" el 1921, donant la seva primera actuació privada el 6 de gener d'aquell any, i el primer concert públic a "Haverstock Hill", Londres el 13 de gener, donarà molts concerts al Wigmore Hall i arreu del Regne Unit.

## Elgar, Delius i Debussy
Sammons es va relacionar especialment amb el Concert per a violí en si menor d'Edward Elgar, que va tocar per primera vegada el 23 de novembre de 1914. Va fer la primera gravació completa del concert el 18 de març i el 10 d'abril de 1929 amb la "New Queen's Hall Orchestra" dirigida per Sir Henry Wood, que mostra "portamenti meravellosament segurs portats com l'alè d'un gran cantant" i "una força estructural immensa". Va estimar que va tocar el concert més d'un centenar de vegades, inclòs a The Proms. Va donar la seva última interpretació de l'Elgar en el seu 60è aniversari el 1946, amb George Weldon dirigint l'Orquestra Simfònica de la BBC. També va fer el primer enregistrament de la Sonata per a violí en mi menor d'Elgar el 1935.
El maig de 1915, una trobada casual a Londres amb Frederick Delius va portar directament a la composició d'un concert per a violí en el qual probablement Sammons va ajudar considerablement fins al punt d'escriure alguns passatges d'enllaç. El 13 de juliol de 1916 Sammons va oferir la primera interpretació britànica de la Sonata per a violí de Claude Debussy, només sis setmanes després de la seva estrena a París.
Va participar en la rehabilitació de Fritz Kreisler, presentant (juntament amb Dame Nellie Melba) una corona de llorer a la primera aparició del violinista austríac a Anglaterra després de la guerra el 1920.

## Compositor
Va compondre moltes peces breus per a violí i piano, que va incloure als seus programes de recitals i va gravar. A Cradle Song de 1915 està dedicada a la seva segona filla i la cançó de bressol de 1923 a la tercera, Colleen. El seu quartet de fantasia, op. 8 de 1915 va guanyar el "Cobbett Competition" i va ser publicat per Hawkes & Son l'any següent. The Roumanian Air and Gipsy Dance, Op.23, va ser publicat per Hawkes el 1929. També va fer edicions d'obres d'altres persones i va publicar llibres d'estudis i exercicis. Entre les seves obres pedagògiques destaquen El secret de la tècnica en tocar el violí, op. 20 i els Estudis Virtuòsics, Op. 21 (1921), que consta de 38 estudis en dos llibres.

## Vida i mort posteriors
Es va casar per segona vegada, amb Olive Hobday (filla d'un dels seus acompanyants) el 5 de desembre de 1921. Poc després es van traslladar a Bognor Regis (a la mateixa carretera que William Murdoch), on va viure la resta de la seva vida. Entre altres concerts del seu repertori hi havia els de Beethoven, Brahms, Bruch i el sol major de Mozart. Durant la Segona Guerra Mundial, va continuar amb la seva apretada agenda de concerts per tot el Regne Unit, viatjant amb tren, a més d'aparèixer als concerts de la "National Gallery".
A partir de 1946 Sammons va passar menys temps tocant i més ensenyant. Com a professor, havia treballat al "Midland Institute" de Birmingham des de la dècada de 1920, però a partir de 1939 va ensenyar de manera privada i al Royal College of Music. Entre els seus alumnes hi havia Alan Loveday, Hugh Bean i Samuel Kutcher. Es va convertir en Fellow (FRCM) el 1944.
L'aparició de la malaltia de Parkinson va obligar a retirar-se de les actuacions públiques el juny de 1948. Va assistir a un concert testimonial al Royal Albert Hall el 7 de desembre en cadira de rodes, i va escoltar un homenatge d'Arthur Bliss, amb altres en el programa de Joseph Szigeti, Fritz Kreisler i Sir Adrian Boult.
Va morir a Middleton-on-Sea el 1957, als 71 anys. Boult va dir d'ell després de la seva mort:
| «        | "es va distingir pel seu interès desinteressat per fer música de tot tipus, ja sigui al Queen's Hall o en alguna sala de missió humil de molt lluny. -a Gal·les o Escòcia Va ser un gran músic en tots els sentits de la paraula". | » |
| — Boult, | |   |

## Instruments
Els seus violins incloïen un Gofriller (va comprar un altre Gofriller de 1696 el 1927), un Felice Guadagnini i un Nicolas Gagliano. A la competició Cobbett el febrer de 1923 va tocar en una comparació "a cegues" d'un Stradivarius de 1731 i un instrument modern d'Alfred Vincent. Quan Sammons va vendre el Gofriller el 1951, va donar al nou propietari una llista de totes les obres que hi havia tocat.

## Estrenes
Com a líder del London String Quartet (1910–1919)
- 23 Març 1914, Ralph Vaughan Williams: Phantasy Quintet (1912)
- 4 Novembre 1915, Frank Bridge: String Quartet No 2
- 16 Juny 1916, Sally in our alley & Cherry Ripe arranjat per Bridge
- 12 Juny 1917, John Ireland: Trio en un moviment
- 17 Novembre 1916, Frederick Delius: String Quartet (3 moviments)
- 1 Febrer 1919, Delius: String Quartet (4 moviments)
- 26 Abril 1919, Edward Elgar: String Quartet i Piano Quintet (actuació privada)
- 21 Maig 1919, Elgar: String Quartet and Piano Quintet (actuació pública, amb W. H. Reed, Raymond Jeremy i Felix Salmond; William Murdoch interpretat pel Piano Quintet)

Com a solista
- Març 1917, Ireland: Violin Sonata No. 2 (amb William Murdoch)
- 30 Gener 1919, Delius: Violin Concerto
- 1 Maig 1920, Eugene Goossens: Violin Sonata
- 7 Octubre 1924, Delius: Violin Sonata No 2 (with Murdoch)
- 20 Març 1925 Herbert Howells: Violin Sonata No. 3
- 2 Juny 1930, Granville Bantock: Violin Sonata
- 20 Gener 1931, Goossens: Violin Sonata No. 2
- 14 Juliol 1933, Guirne Creith: Violin Sonata No. 2
- 19 Maig 1936, Creith: Violin Concerto (BBC actuació d'estudi)
- 26 Febrer 1937 Stanley Wilson: Concerto for Violin and Viola (amb Bernard Shore)
- 26 Novembre 1940, Edmund Rubbra: Violin Sonata No. 1
- 10 Maig 1942, George Dyson: Violin Concerto (amb BBC broadcast)[16]

Tots esmentats a: Wetherell E. Albert Sammons violinista. Thames Publishing, Londres, 1998.

## Enregistraments
Albert Sammons va fer el seu primer enregistrament l'octubre de 1908; la seva darrera es va fer el 16 d'abril de 1946 (la 2a sonata d'Edmund Rubbra amb Gerald Moore). Altres enregistraments (amb dates) inclouen, com a líder del London String Quartet:
- diversos moviments i extractes de quartets de corda
- Mozart K428, Beethoven op18/2 i Schumann op41/3
- (amb Gervase Elwes) "On Wenlock Edge"

Com a solista:
- Elgar: Concert per a violí (abreujat l'octubre de 1916, complet el 1929 - vegeu més avall)
- Elgar: Concert per a violí (gravat per Columbia a Londres el 18 de març i el 10 d'abril de 1929 amb la New Queen's Hall Orchestra sota la direcció de Sir Henry J. Wood [matrius WAX 4785–4794, 4846–7; publicat el desembre de 1929 al 78s L2346/51]. L'actuació "posseeix un foc, una poesia i una noblesa que poques vegades s'han igualat i, certament, no s'han superat" - ressenya d'Andrew Achenbach a Gramophone (magazine) l'octubre de 1998. Les reedicions de CD inclouen Avid Masters AMSC587 [1998] Pearl GEM0050 [1999] Naxos Historical 8.110951 [2002])
- Bruch: Concert per a violí núm. 1 (desembre de 1925)
- Beethoven: Concert per a violí (març de 1927, inèdit, matrius destruïdes)
- Mozart: Simfonia concertant (amb Lionel Tertis) (setembre de 1933)
- Moeran: Concert per a violí (actuació en directe, abril de 1946)
- Delius: Concert per a violí (setembre de 1944)
- Delius: Sonates per a violí (enregistrades el 1929, 1924, 1944)
- Elgar: Violin Sonata (gravada el 2 de febrer de 1935)